# Woodsboro (Teksas)
Woodsboro je gradić u američkoj saveznoj državi Teksas. Prema popisu stanovništva iz 2010. u njemu je živjelo 1.512 stanovnika.